# قلعة نو (غزيك)
قلعة نو (بالفارسية: قلعه‌نو) هي مستوطنة تقع في إيران في قسم غزیك الريفي. يقدر عدد سكانها بـ 54 نسمة بحسب إحصاء 2016.